# Viola eminii
Viola eminii là một loài thực vật có hoa trong họ Hoa tím. Loài này được (Engl.) R.E. Fr. miêu tả khoa học đầu tiên năm 1923.

## Hình ảnh

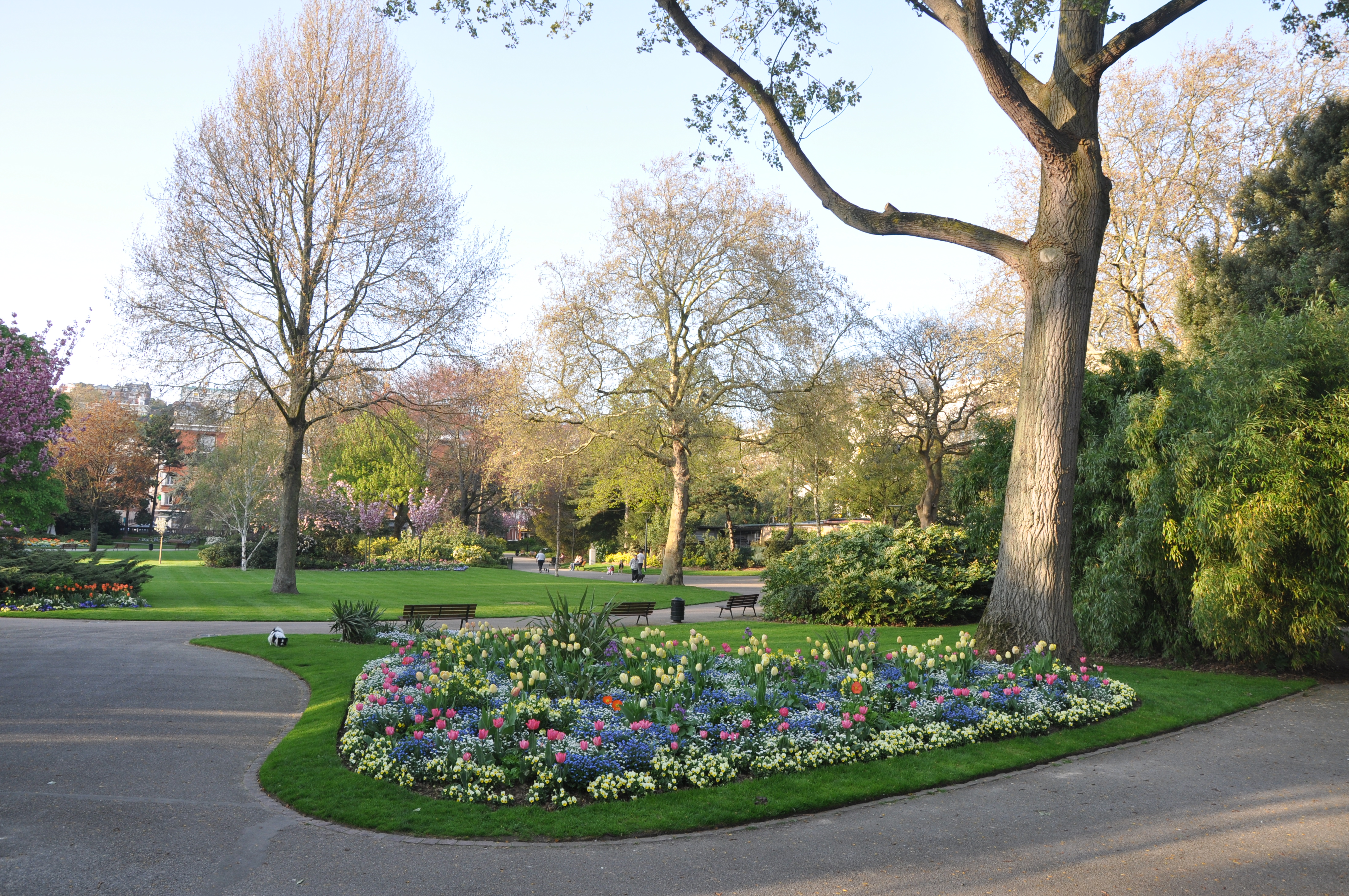
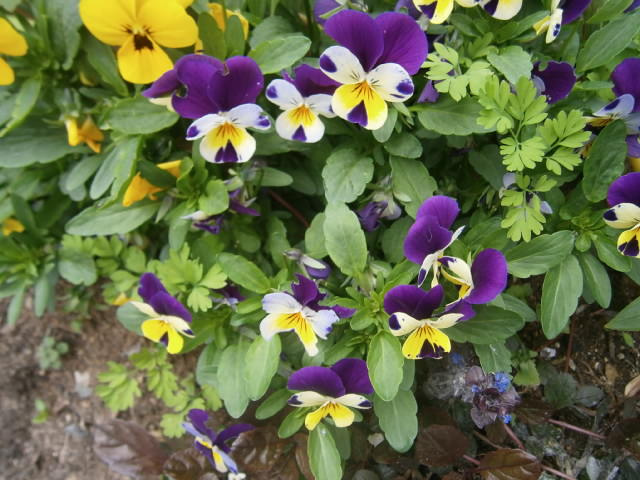
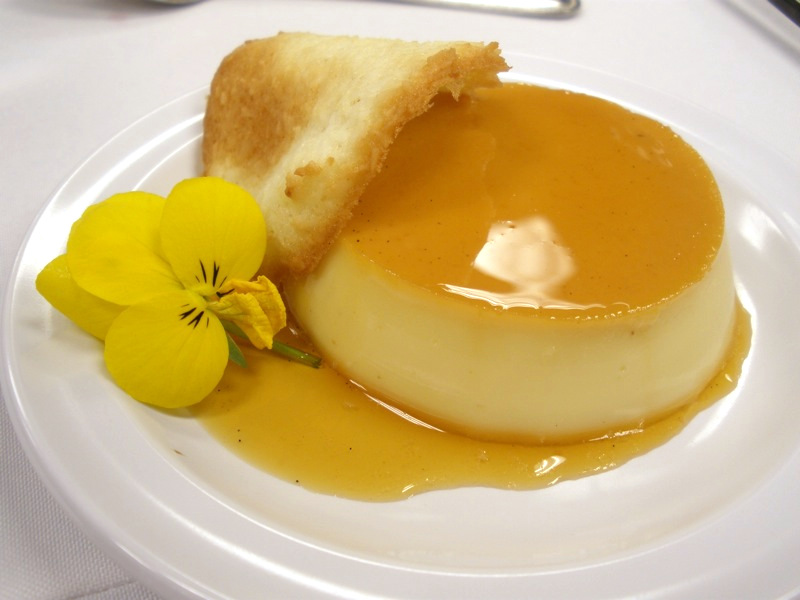
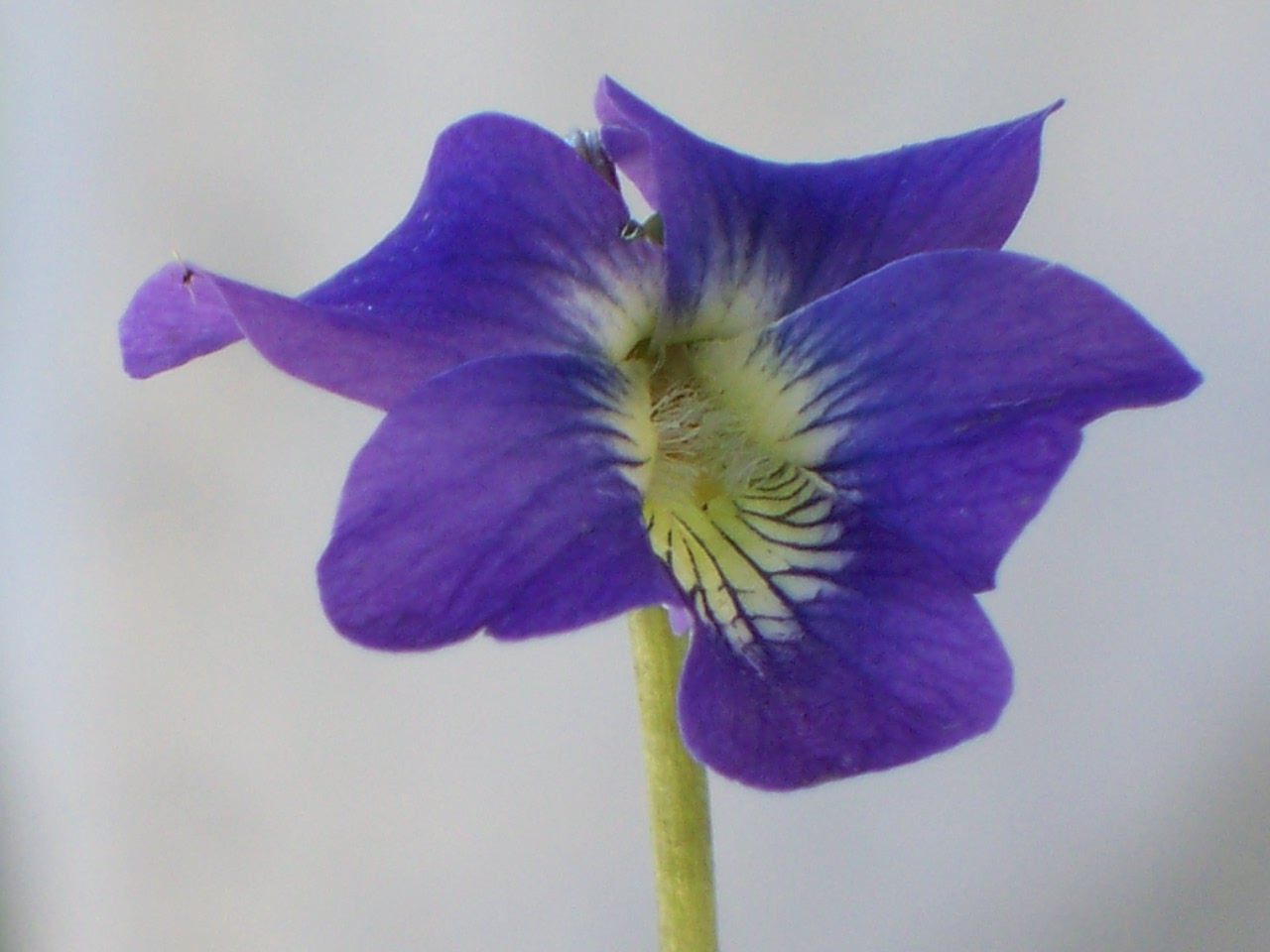